# 卢登 (北达科他州)
卢登（英語：Ludden），是美国北达科他州下属的一座城市。根据2010年美国人口普查，该市有人口23人。